# Trybunał inkwizycji w Saluzzo
Trybunał inkwizycji w Saluzzo – sąd inkwizycyjny, mający swą siedzibę w Saluzzo, stolicy markizatu Saluzzo, należącego w latach 1548–1588 do Francji, a od 1588 (definitywnie od 1601) do Księstwa Sabaudii-Piemontu. Działał w latach 1509–33 i 1556–1800 (z krótką przerwą w 1799). Należał do struktur utworzonej w 1542 inkwizycji rzymskiej. Był kierowany przez dominikanów.

## Historia
Saluzzo do początku XVI wieku położone było w granicach diecezji turyńskiej i podlegało jurysdykcji inkwizytorów Savigliano. Na terenie markizatu Saluzzo zamieszkiwały wspólnoty heretyckich waldensów, które od czasu do czasu były poddawane represjom ze strony inkwizycji. W 1495 inkwizytor Savigliano Vito Beggiami skazał na śmierć dziewięć domniemanych czarownic w należących do markizatu wioskach Rifreddo i Gambasca.
Samodzielny trybunał inkwizycji w Saluzzo został po raz pierwszy utworzony 9 lipca 1509, gdy generał zakonu dominikanów Tommaso de Vio mianował Angelo Rizzardiniego inkwizytorem Saluzzo. Prawdopodobnie było to wynikiem dążeń regentki Małgorzaty de Foix do uzyskania przez markizat niezależności także pod względem kościelnym. Rezultatem tych dążeń, oprócz ustanowienia osobnego trybunału inkwizycyjnego, było także utworzenie w Saluzzo biskupstwa w 1511.
Rizzardini w okresie od listopada 1509 do czerwca 1510 przeprowadził postępowanie przeciwko mieszkańcom wioski Paesana, należącym do sekty waldensów. Wydał dziesięć wyroków śmierci (z czego wykonano pięć), a sześć osób skazał na wygnanie. Jego następcami byli kolejno Agostino Maggio da Pavia (1510–1516), Vincenzo da Codogno (1516–1530) i Bartolomeo Mortario (1530–1533), jednak po śmierci tego ostatniego Saluzzo najwyraźniej powróciło pod władzę inkwizytorów Savigliano.
W 1542 papież Paweł III utworzył Kongregację Rzymskiej i Powszechnej Inkwizycji (Święte Oficjum) jako centralny organ nadzorujący i koordynujący działalność inkwizycji we Włoszech. W 1556 wznowiono działalność trybunału w Saluzzo. Inkwizytor Domenico da Vigone towarzyszył biskupowi Giovanniemu Marii Tapparelliemu (1568–1581) w wizytacjach duszpasterskich na terenie diecezji Saluzzo, mających na celu powstrzymanie przenikania wpływów reformacji. W 1588 Saluzzo przeszło pod władzę dynastii sabaudzkiej, co ostatecznie potwierdził sabaudzko-francuski traktat z 1601. Od tej pory tutejszy trybunał dzielił losy inkwizycji w domenach tej dynastii.
Pod koniec XVII wieku książę Sabaudii i Piemontu Wiktor Amadeusz II (panował 1675–1730) popadł w konflikt ze Stolicą Apostolską. W ramach tego konfliktu książę począwszy od roku 1698 zaczął wetować nominacje inkwizytorskie dokonywane przez Kongregację Świętego Oficjum dla trybunałów położonych w jego księstwie. Trybunał w Saluzzo jako pierwszy doświadczył tego konfliktu. 11 lutego 1698 Kongregacja mianowała inkwizytorem Saluzzo dotychczasowego inkwizytora Gubbio Pio Grassi da Strevio, jednak kiedy przybył on do Saluzzo, władze księstwa nie dopuściły go do objęcia urzędu i nakazały opuszczenie kraju. Wskutek polityki Wiktora Amadeusza II doszło do trwałych wakatów na stanowiskach inkwizytorskich większości piemonckich trybunałów. Ich działalnością kierowali odtąd wikariusze generalni, a nie pełnoprawni inkwizytorzy, co obniżyło ich rangę. W tej postaci kontynuowały one swoją działalność aż do czasów inwazji rewolucyjnej Francji na Włochy pod koniec XVIII wieku.
Trybunał inkwizycyjny w Saluzzo został zniesiony 28 stycznia 1799 przez marionetkowy rząd tymczasowy, utworzony przez wojska francuskie po zajęciu Piemontu kilka tygodni wcześniej. Niedługo potem jednak, w maju 1799, Francuzi zostali wyparci przez Austriaków i Rosjan, którzy przywrócili władzę króla Karola Emanuela IV. 28 lipca 1799 rząd monarchiczny wydał dekret o przywróceniu inkwizycji. Restauracja monarchii trwała jednak krótko. Niespełna rok później Francuzi ponownie zajęli Piemont i utworzona przez nich Rada Piemontu (Consulta del Piemonte) dekretem z dnia 23 lipca 1800 roku definitywnie zlikwidowała miejscowe trybunały, w tym także trybunał w Saluzzo.

## Organizacja
Siedziba trybunału znajdowała się w konwencie dominikańskim S. Giovanni w Saluzzo. Na czele trybunału stał inkwizytor z lombardzkiej prowincji zakonu dominikańskiego (po 1698 wikariusz generalny). Na prowincji reprezentowany był on przez wikariuszy rejonowych, jednak ich liczba i rozmieszczenie pozostają nieznane.
W wewnętrznej hierarchii dominikańskich trybunałów inkwizycyjnych trybunał w Saluzzo zaliczany był do najniższej, trzeciej klasy.

## Lista inkwizytorów (1556–1800)
- Girolamo Morozzo da Mondovì OP (1556–1563)
- Domenico Vigoni OP (1563–1584?)
- Girolamo Capalla da Saluzzo OP (1584–1585?)
- Giovanni Gabriele da Saluzzo OP (1585?–1587)
- Giovanni Francesco Cicala OP (1589–1612)
- Michele da Taggia OP (1612–1617)
- Giovanni Francesco Cicala OP [ponownie] (1617–1623)
- Paolo Girolamo Odetti OP (1623–1631)
- Pietro Maria Dulcetti da San Severino OP (1631–1634)
- Girolamo Ponzono da Bologna OP (1635–1643)
- Tommaso Maria Taliardini da Caramania OP (1644–1652)
- Francesco Turriani da Nizza OP (1653)
- Giovanni Battista Alessandri da Saluzzo OP (1653–1657?)
- Francesco Maria Bianchi da Garesio OP (1657–1659)
- Giovanni Maria Castelli da Morbegno OP (1659–1669)
- Aurelio Torri da Ripalta OP (1669–1675)
- Tommaso Medri da Cesena OP (1675–1685)
- Andea Rovetta da Brescia OP (1685–1686)
- Giovanni Francesco Orselli da Forlì OP (1686–1689)
- Domenico Giustiniano Gandolfi OP (1689–1698)
- Pio Grassi da Strevio OP (1698), nie objął urzędu
- Wakat (1698–1800):
  - Vincenzo Gadini OP, wikariusz generalny (1698-1727)
  - Vincenzo Antonio Ferrero OP, wikariusz generalny (1727-po 1745)
  - Giacinto de Cameran OP, wikariusz generalny (ok. 1748)
  - Tommaso Alberto Minaudi OP, wikariusz generalny (przed 1758–1773?)
  - Ermenegildo Zaboli OP, wikariusz generalny (1773?–po 1779)
  - Angelo Vincenzo Balbis OP, wikariusz generalny (?–1800)